# Arcidiecéze portlandská v Oregonu
Arcidiecéze portlandská v Oregonu (latinsky Archidioecesis Portlandensis in Oregonia) je římskokatolická arcidiecéze na území severoamerického města Portland a části státu Oregon s katedrálou Neposkvrněného Početí Panny Marie. Jejím současným arcibiskupem je Alexander King Sample. Jde o metropolitní arcidiecézi, jíž jsou podřízeny tyto sufragánní diecéze na území území amerických států Oregon, Idaho a Montana:
- Diecéze bakerská
- Diecéze Boise
- Diecéze Great Falls-Billings
- Diecéze Helena.

## Stručná historie
Misionáři přišli do této oblasti v roce 1839, již v roce 1843 byl ustanoven Apoštolský vikariát oregonské oblasti, který byl v roce 1846 rozdělen do tří diecézí (Oregon City, Walla Walla a Vancouver Island). V roce 1850 byla povýšena na Arcidiecézi Oregon City, ale vzhledem k tomu, že Oregon City bylo zastíněno rychleji se rozvíjejícím Portlandem, již v roce 1928 došlo ke změně názvu na Arcidiecéze portlanská v Oregonu, mj. i proto, aby nedocházelo k záměně s portlandskou diecézí ve státě Maine.